# Erigorgus hirayamaeus
Erigorgus hirayamaeus là một loài tò vò trong họ Ichneumonidae.